# 岡田淳一
岡田 淳一（おかだ じゅんいち、1970年3月30日 - ）は、日本の演歌歌手、社交ダンスインストラクター。競技ダンスのプロ部門に出場している。ラテンB級。パートナーは石井由香（2011年）。
- 1991年11月、日本コロムビア新人オーディション決勝大会で男性部門1位獲得。
- 1993年5月、「八木澤 淳」の芸名でテイチクよりデビュー。名付け親は星野哲郎。
- 1993年9月、春日八郎奨励賞受賞。
- 1997年10月、コロムビア移籍を機に本名・岡田淳一に戻す。
- 2002年12月、キングレコード移籍。ダンス曲「今夜は踊ろうよ」「真夜中のかげろう」をリリース。
- 2003年5月、テレビ埼玉、千葉テレビ、テレビ神奈川「ダンスは一番」の総合司会に抜擢。
- 2005年2月、桂由美40周年記念・東京・北京にダンス＆モデルで出演。
- 2005年9月、ジャパンオープンダンス選手権大会、司会
- 2006年3月、ダンスCDアルバム「魅惑のステージ」を白夜書房より発売。